# Chasing Time: The Bedlam Sessions
Chasing Time: The Bedlam Sessions er et livealbum fra den britiske singer-songwriter James Blunt. Det blev udgivet i 2006 som opfølger til hans debutalbum, Back to Bedlam fra 2003. Albummet indeholder en CD med optagelser fra en koncert i Irland og en DVD med optagelser fra en optræden på BBC, musikvideoer til "High", "You're Beautiful", "Wisemen" og "Goodbye My Lover", samt interviews fra forskellige tv-optrædener. CD'en var også inkluderet i deluxe-udgaven af Back to Bedlam, som blev solgt i USA, og den blev derfor ikke udgivet her.

## Spor
Disc et - DVD
1. "Billy" (Blunt, Ghost, Skarbek) – 3:46
2. "High" (Blunt, Ross) – 3:55
3. "Wisemen" (Blunt, Hogarth, Skarbek) – 3:49
4. "Goodbye My Lover" (Blunt, Skarbek) – 4:18
5. "Tears And Rain" (Blunt, Chambers) – 4:17
6. "Out of My Mind" (Blunt, Skarbek) - 3:18
7. "So Long, Jimmy" (Blunt, Hogarth) – 5:25
8. "You're Beautiful" (Blunt, Ghost, Skarbek) – 3:38
9. "Cry" (Blunt, Skarbek) – 3:44
10. "No Bravery" (Blunt, Skarbek) – 3:36
11. "Where Is My Mind?" (Francis, Black) – 4:07
12. "High" (Video) - 4:03
13. "High" (The Making of the Video)
14. "Wisemen" (Video) - 4:00
15. "Wisemen" (The Making of the Video)
16. "You're Beautiful" (Video) - 3:23
17. "You're Beautiful" (The Making of the Video)
18. "High" (2005 Video) - 4:02
19. "High" (The Making of the 2005 Video)
20. "Goodbye My Lover" (Video) - 4:19
21. "Goodbye My Lover" (The Making of the Video)
22. "Being Blunt" (Documentary)
23. "Interview & Photo Gallery"

Disc to - CD
1. "Wisemen" (Blunt, Hogarth, Skarbek) – 3:49
2. "High" (Blunt, Ross) – 3:55
3. "Cry" (Blunt, Skarbek) – 3:44
4. "Goodbye My Lover" (Blunt, Skarbek) – 4:18
5. "So Long, Jimmy" (Blunt, Hogarth) – 5:25
6. "Sugar Coated" (Blunt, Hogarth, Skarbek) – 3:51
7. "You're Beautiful" (Blunt, Ghost, Skarbek) – 3:38
8. "Billy" (Blunt, Ghost, Skarbek) – 3:46
9. "Fall at Your Feet" (Neil Finn) – 2:42
10. "Tears And Rain" (Blunt, Chambers) – 4:17
11. "No Bravery" (Blunt, Skarbek) – 3:36
12. "Where Is My Mind?" (Francis, Black) – 4:07

## Hitlister
Musik-DVD hitlister
| Hitliste (2006)         | Højeste placering | Certificering |
| ----------------------- | ----------------- | ------------- |
| Belgian Music DVD Chart | 1                 |               |
| German Music DVD Chart  | 1                 |               |
| Swedish Music DVD Chart | 3                 | Gold          |
| UK Music DVD Chart      | 1                 |               |
| ARIA Music DVD Chart    | 1                 |               |

Albumhitlister
| Hitliste (2006)          | Højeste placering |
| ------------------------ | ----------------- |
| New Zealand Albums Chart | 1                 |
| Italian Albums Chart     | 1                 |
| Swiss Albums Chart       | 2                 |
| French Albums Chart      | 8                 |
| Polish Albums Chart      | 36                |